# Pascoea meeki
Pascoea meeki är en skalbaggsart som beskrevs av Stefan von Breuning 1966. Pascoea meeki ingår i släktet Pascoea och familjen långhorningar. Inga underarter finns listade i Catalogue of Life.